# گرهارد رویس
گرهارد رویس، (به آلمانی: Gerhard Roiss) (زاده ۲ آوریل ۱۹۵۲) کارآفرین، بازرگان و مدیر ارشد اجرایی اتریشی است، که اکنون به‌عنوان مدیرعامل اجرایی شرکت اوام‌وی فعالیت می‌کند.